# Dhanauli
Dhanauli è una suddivisione dell'India, classificata come census town, di 23.475 abitanti, situata nel distretto di Agra, nello stato federato dell'Uttar Pradesh. In base al numero di abitanti la città rientra nella classe III (da 20.000 a 49.999 persone).

## Geografia fisica
La città è situata a 27° 08' 30 N e 77° 57' 48 E.

## Società

### Evoluzione demografica
Al censimento del 2001 la popolazione di Dhanauli assommava a 23.475 persone, delle quali 12.592 maschi e 10.883 femmine. I bambini di età inferiore o uguale ai sei anni assommavano a 4.503, dei quali 2.392 maschi e 2.111 femmine. Infine, coloro che erano in grado di saper almeno leggere e scrivere erano 11.256, dei quali 7.445 maschi e 3.811 femmine.